# Neocallicrania barrosi
Neocallicrania barrosi is een rechtvleugelig insect uit de familie van de sabelsprinkhanen (Tettigoniidae). De wetenschappelijke naam van deze soort is voor het eerst voorgesteld door Joan Barat in een publicatie uit 2013. De soort is vernoemd naar de Portugese entomoloog Francisco Barros die een bijdrage heeft geleverd bij de ontdekking van deze soort.
Deze soort komt voor in een smalle kuststrook van Midden-Portugal.